# Discolocrinus iselini
Discolocrinus iselini is een haarster uit de familie Bathycrinidae.
De wetenschappelijke naam van de soort werd in 2014 gepubliceerd door Alexander Mironov & David L. Pawson.